# بیلی آدامز (بازیکن فوتبال، زاده ۱۹۱۹)
بیلی آدامز (انگلیسی: Billy Adams; ۸ ژانویهٔ ۱۹۱۹ – ۱ مارس ۱۹۸۹) بازیکن فوتبال اهل بریتانیا بود.
از باشگاه‌هایی که در آن بازی کرده‌است می‌توان به باشگاه فوتبال وورکینگتون ای. اف. سی، باشگاه فوتبال هارتل پول یونایتد، باشگاه فوتبال تاتنهام هاتسپر، باشگاه فوتبال کارلایل یونایتد، باشگاه فوتبال چلمزفورد سیتی، و باشگاه فوتبال هرفورد یونایتد اشاره کرد.